# 金昌柱 (古生物和古人类学家)
金昌柱（1950年11月30日—），朝鲜族，中国古生物和古人类学家，国务院特殊津贴专家，中国古脊椎动物学会荣誉理事，原中国科学院古脊椎动物与古人类研究所研究员、教授、古哺乳动物研究室主任，中国第四纪科学研究会第五、六、七届理事会副秘书长，第四纪地层专业委员会秘书长，联合国防治荒漠化公约独立专家，中国古脊椎动物学会秘书长（1998 -2006年），国际第四纪研究联合会亚太地区地层委员会主席。

## 生平
1950年11月30日，金昌柱出生于中国吉林省延边朝鲜族自治州延吉市，1976年毕业于长春地质学院地质系，1992年留学日本大阪市立大学生物地球环境系和理学部大学院，并于1997年获理学博士学位，后任中国科学院古脊椎动物与古人类研究所教授，古哺乳动物研究室主任。
1998年，金昌柱的考古队在安徽芜湖繁昌人字洞发现迄今中国境内最早的古人类遗址。中国政府为此启动了国家“九五”攀登专项“早期人类起源及其环境背景研究”项目。金昌柱成为人字洞项目首席科学家和该专项安徽课题组组长。该项目研究使中国古人类生存的时间推早到距今200多万年，被学界视为中国20世纪最重要的史前文化考古发现之一。
2007年，金昌柱带领的科研团队在广西崇左市木榄山智人洞发现10万年前人类下颌骨和两枚牙齿化石，使东亚最早现代人的历史提前了6万多年。该研究项目后入选中华人民共和国科学技术部2010年度“中国科学十大进展”。同年，在一项中美合作的考古项目中，他与其他科研人员在中国南方发现了现今所知大熊猫最早祖先小种大熊猫的头骨化石，并在美国《国家科学院学报》发表了研究成果。
2014年，金昌柱带领的中科院科研团队在辽宁省大连市金普区骆驼山发现了与北京周口店猿人同时代的中国东北地区最古老人类遗址金远洞遗址。考古队在金远洞遗址挖掘出目前世界上唯一完整装架的旧石器时代巨副骆驼化石。巨副骆驼是目前已知在地球上生存过的最大体型骆驼。
2016年，金昌柱带领多位考古专家在吉林延边朝鲜族自治州延吉市龙山发现距今约为1.01亿年前的白垩纪中期恐龙化石群。考古队挖掘出亚洲首块腕龙类恐龙化石，还发现了原始新鳄类向真鳄类演变的新物种副钝吻鳄的完整化石。

## 著作
- 金昌柱，刘金毅主编：《安徽繁昌人字洞：早期人类活动遗址》，北京 科学出版社 2009，ISBN:978-7-03-023582-4
- 王国栋，金昌柱编著:《金普·远古双眸》，大连 大连出版社 2021，ISBN : 978-7-5505-1671-7
- 王元、金昌柱、朱敏编著：《大连金普骆驼山金远洞遗址》，北京 科学出版社 2022，ISBN: 978-7-03-073201-9

## 荣誉与获奖
- 2002年首届裴文中科学基金奖励[1]
- 尹赞勋地层古生物学奖[2]
- 2010年中国科学十大进展奖[2]
- 国务院特殊津贴专家[2]